# 王友直 (1902年)

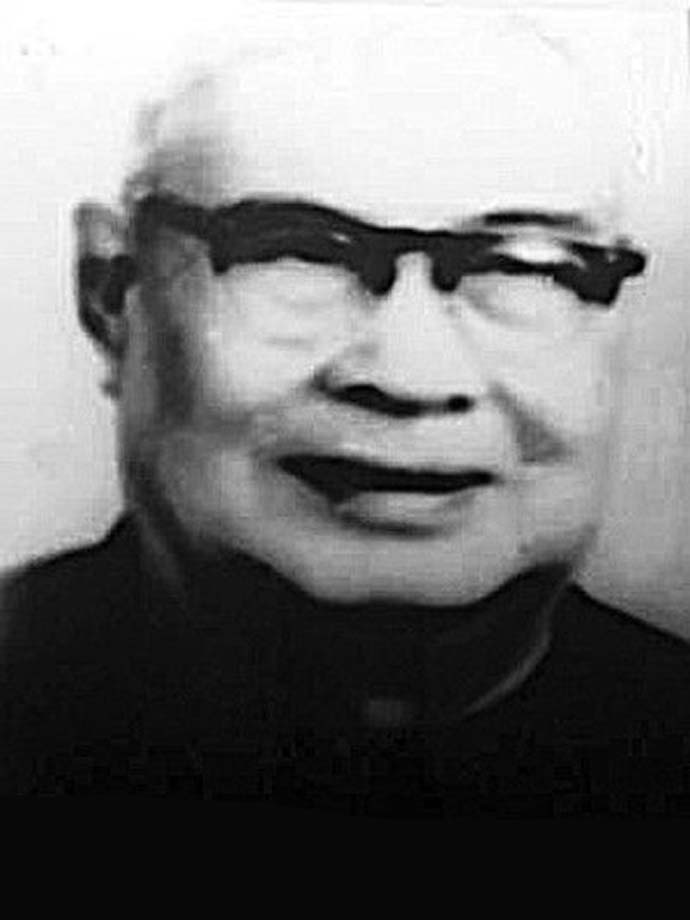

王友直（1902年—1992年）字正卿，陝西韩城东少梁人。中華民國及中華人民共和國政治人物，曾任中華民國西安市市長。

## 生平
王友直1924年考入上海大学，同年加入共进社、共青团、中国国民党。五卅运动期间，参加罢工总工会工作。1926年被中共中央派赴苏联莫斯科中山大学学习，由共青团员转为联共党员。1928年毕业后，曾任苏联远东边疆苏维埃政府少数民族部副主任兼伯力市苏维埃政府少数民族部主任、列宁学院翻译等职。
1931年回到中華民国后任中共上海浦东区委组织宣传部长。1933年被捕，1934年出狱脱党，曾任《中国日报》编辑、陆军军官学校星子特训班政治总教官。1937年回陕西后，曾任陕西各界抗敌后援会常委兼主任秘书、第十战区抗敌动员会秘书处处长、陝西省教育厅厅长、西安市市长。任职期间与共产党建立联系。1948年，隨著中國國民黨在第二次國共內戰中戰事吃緊，王友直決定投共。
中共佔領西安前夕，王友直跟隨胡宗南來到四川，被中共列為战犯。王友直到四川后，策反国民党新编第一师师长吴楷、新五军军长徐经济、新八军军长杨显、三十八军军长李振酉。中共佔領成都后，王友直面見贺龙，书面汇报他在四川的策反工作。1950年2月，王友直奉命與杨拯民、韩威西由重庆护送杨虎城灵柩回西安，但一說王友直已於1949年12月被關押入獄。
王友直以战争罪犯被关押後於1960年11月被特赦。後王友直被定为国民党起义人员，在陕西省政协长期从事文史资料的编写工作。文革中受到迫害。四人帮被粉碎后，任陕西省政协第五届、第六届、第七届委员会常委，民革陕西省委顾问，民革中央团结委员、顾问、监察委员。1992年3月9日病逝于西安。

## 延伸阅读
[在维基数据编辑]